# Circus Left Town
 (août 2025).
Si vous disposez d'ouvrages ou d'articles de référence ou si vous connaissez des sites web de qualité traitant du thème abordé ici, merci de compléter l'article en donnant les références utiles à sa vérifiabilité et en les liant à la section « Notes et références ».
Singles de Eric Clapton
Born in Time
(1998) My Father's Eyes
(1998)
Circus Left Town, également connu sous le titre Circus est une ballade écrite par l'artiste britannique Eric Clapton. Le musicien a écrit la chanson lors la dernière soirée qu'il a passée avec son fils Conor, alors âgé de quatre ans. Bien qu'il ait joué et enregistré la chanson pour son album live de 1992 Unplugged , il a décidé de sortir le titre six ans plus tard sur l'album de 1998 Pilgrim ainsi que comme single. Cependant, Clapton a joué la chanson en direct pour sa tournée mondiale en 1992, avant qu'elle ne sorte sur n'importe quel format d'enregistrement. Cet article a été traduit du wikipedia anglophone consacré à la chanson Circus Left Town de Eric Clapton.

## Écriture
Clapton a écrit la chanson à l'été 1991. Quand est venu le temps pour lui d'écrire les paroles, Eric a voulu mettre la dernière expérience qu'il avait eue avec son jeune fils dans la chanson. Dans une interview à la BBC de 1998, il se souvient : « La dernière soirée que j'ai passée avec Conor, nous sommes allés au cirque. Nous sommes allés voir une de ces choses énormes qu'ils font en Amérique où ils ont trois anneaux en même temps. Vous avez des clowns et des tigres et tout. Ils ne font rien dans la demi-mesure. Ils empilent tout. De plus, ils essaient de vous vendre des choses en même temps. Je veux dire, c'était une chose incroyable. Après le spectacle, nous retournions à New York et tout ce dont il se souvenait, tout ce dont il parlait, c'était de ce clown. Il avait vu un clown avec un couteau, ce que je n'ai pas vu du tout. Un clown courait en brandissant un couteau, ce qui était quelque chose d'assez effrayant mais il aimait ça - je veux dire que ça l'excitait. Et donc c'est dans les paroles. Mais, et je suppose que ce que je faisais, je me souvenais, j'ai voulu rendre hommage à cette soirée avec lui et le voyant aussi comme étant le cirque de ma vie. Vous savez - cette partie particulière de ma vie qui a maintenant quitté la ville"

## Composition
"Circus Left Town" est écrit dans une veine pop/rock. Il présente des styles de musique contemporaine pour adultes, de rock pour adultes et de pop rock contemporaine. Bien que toute la chanson soit basée sur une structure d'harmonie et d'accords en la majeur 7, Clapton utilise beaucoup d'accords mineurs pour donner à la chanson l'atmosphère triste et l'émotion que le compositeur britannique a traversées en apprenant la mort de son fils. Pour l'enregistrement, Clapton a utilisé une guitare acoustique à cordes en nylon qu'il a jouée avec la technique Clawhammer, qu'il préfère jouer à la guitare acoustique. Les paroles de la chanson se composent de trois parties différentes. "Circus" commence par un couplet en quatre parties, suivi du refrain. Ensuite, le deuxième couplet est chanté par Clapton, menant avec une double répétition du refrain à la fin de la chanson. Dans le titre, Clapton chante le caractère heureux de son fils et le fait que cette soirée au cirque sera la dernière de son fils. Dans le deuxième couplet, Clapton décrit le cœur heureux et joyeux de son fils, il dit à son fils Conor ce qu'il ferait de lui s'il était encore en vie. Le refrain présente la douleur ressentie par Clapton et les amis de Conor, qui se réuniraient tous une dernière fois, depuis que le cirque a quitté la ville de New York. Dans la chanson, Clapton exprime le lien profond et personnel que l'auteur-compositeur a ressenti avec son fils en utilisant des descriptions déclamatoires comme "les yeux en feu".

## Publication
La chanson devait initialement sortir sur l'album live Unplugged en 1992, mais a été supprimée de la liste des chansons de l'album. Cependant, "Circus" et "My Father's Eyes" - une autre chanson laissée de côté par Clapton pour la sortie de 1992, ont été réenregistrés et sortis en 1998 sur l'album studio Pilgrim. En plus de la sortie de l'album, Clapton a fait sortir la chanson en single en juin 1998 sur Reprise Records en Europe et aux États-Unis. Il y a eu plusieurs types de singles sortis, dont un single promotionnel, un maxi single sur disque compact ainsi qu'un maxi single en édition limitée, sorti au format disque compact. Toutes ces versions uniques présentent des faces B différentes. Cependant, Clapton a joué la chanson avec son méga hit  Tears in Heaven pour sa tournée mondiale de 1992 lors d'un petit set acoustique. Avant la sortie officielle de la version retravaillée de "Circus Left Town" en 1998, de nombreux fans de Clapton ont enregistré la version originale et publié la chanson sous forme d'enregistrements contrefaits en 1992. "Circus" a été ressuscitée pour les spectacles de 6 soirs au Nippon Budokan en 2016.

## Charts
Contrairement à de nombreux autres singles sortis de l'album Pilgrim de 1998, "Circus" n'a pas eu autant de succès dans les charts musicaux. Au Royaume-Uni, le single a culminé à la 39e place des ventes de singles t des charts des ventes de singles combinés, compilé par l'Official Charts Company en juin 1998 et à partir de 2021, reste son dernier top 40 dans ce pays. En Pologne, la sortie du single a atteint sa position la plus élevée, atteignant la 33e place du classement Lista Przebojów Programu Trzeciego. Aux Pays-Bas, "Circus" s'est placé au 92e rang du Single Top 100, compilé par les MegaCharts officiels néerlandais. Au Japon, l'effort unique a atteint la 99e place du classement Oricon Top 100 des singles, se vendant à 2,750 exemplaires alors qu'il était sur la liste.

## Réception critique
La journaliste musicale allemande Sabine Feickert de Rocktimes qualifie la chanson d '"ambivalente", notant qu'elle obligeait l'auditeur à l'appliquer automatiquement à des pensées subjectives sur ce qui lui est arrivé. Cependant, Feickert rappelle également la grande mélodie mélancolique et langoureuse, qui semble parfaitement correspondre aux motifs de la chanson. Le critique d'AllMusic, Stephen Thomas Erlewine, pense que le chant de Clapton est "étonnamment maniéré" et ne convient pas à ce "numéro émotionnellement turbulent". Les critiques d'Ultimate Guitar pensent que "Circus" est l'un des meilleurs morceaux de la sortie du studio Pilgrim. Le journaliste David Wild du magazine Rolling Stone qualifie le titre de "ultra-délicat" et note que le chant de Clapton sur le morceau semble être "parmi les [performances de chant] les plus convaincantes de sa carrière". Le critique de Something Else, Nick DeRiso, qualifie la ballade de "réflexion émouvante sur l'amour et les moments perdus".

## Musiciens
- Eric Clapton : Guitare acoustique, chant
- Nathan East : Basse
- Simon Climie : Claviers
- Paul Waller : Programmation de la batterie
- Chyna Whyne : Chœurs